# Isle-et-Bardais
Isle-et-Bardais ist eine französische Gemeinde mit 278 Einwohnern (Stand: 1. Januar 2022) im Département Allier in der Region Auvergne-Rhône-Alpes; sie gehört zum Arrondissement Montluçon und zum Kanton Bourbon-l’Archambault.

## Geographie
Isle-et-Bardais liegt an der Marmande an der Grenze zum Département Cher, etwa 43 Kilometer westnordwestlich von Moulins.

### Nachbargemeinden
Umgeben ist Isle-et-Bardais von den Nachbargemeinden Bessais-le-Fromental im Norden, Valigny im Norden und Nordosten, Couleuvre im Osten, Cérilly im Süden, Saint-Bonnet-Tronçais im Westen sowie Ainay-le-Château im Nordwesten.

## Bevölkerungsentwicklung
| Jahr      | 1962 | 1968 | 1975 | 1982 | 1990 | 1999 | 2006 | 2019 |
| Einwohner | 586  | 538  | 476  | 381  | 355  | 321  | 289  | 279  |

## Sehenswürdigkeiten
- Kirche Saint-Laurent aus dem 13. Jahrhundert in Bardais
- Kirche Saint-Pierre aus dem 13. Jahrhundert in Isle